# Anolis maculiventris
Anolis maculiventris é uma espécie do gênero Anolis.

## Taxonomia
A espécie foi descrita em 1898 por George Albert Boulenger.